# Ilha McKean
A ilha McKean é uma pequena e desabitada ilha do grupo das ilhas Fénix, pertencentes à República de Kiribati. A sua área é de 57 hectares. McKean não tem fontes de água, nem água potável.
McKean foi assim chamada pelo comandante Charles Wilkes em 19 de agosto de 1840, mas crê-se que foi descoberta previamente por baleeiros do Oceano Pacífico. Foi reclamada pelos Estados Unidos em março de 1859, sob o disposto na Ata das Ilhas Guaneiras de 1856. O guano foi extraído intensamente e exportado de 1859 a 1870. As ilhas de vez em quando eram visitadas depois da finalização das actividades extractivas. Em junho de 1938 foram declaradas como santuário natural para aves, e constituem uma área protegida desde então. 
Além de expedições naturalistas, foi visitada em outubro de 1989 pela organização TIGHAR (The International Group for Historic Aircraft Recovery), na procura do possível lugar de aterragem da aviadora desaparecida Amelia Earhart em 1937.